# Tricolor francês
Tricolor francês[Nota] (em francês:  français tricolore) é uma raça de cães vista como meiga e dócil, boa para companhia, já que seus exemplares são bastante afáveis. Extintos, foram recriados no século XX pelo francês Henri de Falandre, através de cruzamentos entre o Poitevin e o Billy. Dito ótimos caçadores, seus melhores atributos são os latidos e o físico potente, além da facilidade do adestramento e dos cuidados com a pelagem. Bem com a maioria dos farejadores, são considerados cães tranquilos com outros da espécie.